# 鬼面蛛科
鬼面蛛科（學名：Deinopidae）是蜘蛛的一個科，屬於有篩疣類蜘蛛，通常為夜習性。
鬼面蛛科的蜘蛛通常具有修長的身體，但最引人注目的是，牠們將自己的蜘蛛網掛在步足上（以第一對步足為主），而非如其它蜘蛛將網建構於棲地中的基質上。當有獵物靠近時，鬼面蛛科蜘蛛會伸長步足使蜘蛛網貼近獵物，通常持續數次伸長的動作，而最終將獵物糾纏在蜘蛛網上。因為這種獨特的結網及捕食方式，鬼面蛛科又被俗稱為「撒網蜘蛛（net-casting spider）」。
鬼面蛛科具有特別發達的後中眼可提供蜘蛛在夜間活動時的良好視覺功能，而其它的六隻眼則相對微小，使得常被誤以為牠們只有二隻眼睛。
鬼面蛛科中的鬼面蛛屬（Deinopis）是當中最被注目的一群，牠們因為外型驚悚而被形容為「食人魔之臉（ogre-faced）」，也因此得到「鬼面」的譯名。
鬼面蛛科蜘蛛廣泛分布於全球熱帶及亞熱帶地區。

## 分類
有文獻指鬼面蛛科（又名“妖面蛛科”）與撫蛛科共同構成妖面蛛總科或撫蛛總科，但後來有文獻認為這個分類是並系群:492，應該把分類重訂，以達至所有分類單元皆為單系群。

### 屬
鬼面蛛科之下有4個屬，分別為：
- 亞妖蛛屬 Asianopis Lin & Li, 2020
- Avella O. P-Cambridge, 1877：分布於澳洲
- Avellopsis Purcell, 1904：分布於非洲南部
- 鬼面蛛属 Deinopis Macleay, 1839：分布於各大陸但歐洲和南極洲除外
- Menneus Simon, 1876：分布於非洲
- Palaeouloborus Selden, 1990

## 照片集
- 等待獵物的鬼面蛛
- 澳洲的Avella屬蜘蛛
- 臺灣的鬼面蛛屬蜘蛛
- 正在製作其卵囊的雌性鬼面蛛

## 外部連結
- 鬼面蛛科資料 （页面存档备份，存于）（含圖片）
- 鬼面蛛圖片 （页面存档备份，存于）（多特寫圖片）